# Médaille du Centenaire (Australie)
Pour les articles homonymes, voir Médaille du Centenaire.
La médaille du Centenaire (Centenary Medal) est une décoration créée par le gouvernement australien en 2001 pour célébrer le centenaire de la Fédération d'Australie et honorer des personnes qui ont joué un rôle dans la société ou le gouvernement du pays. Les candidatures sont évaluées par un jury présidé par l'historien Geoffrey Blainey.

## Design

### Médaille
L'avers de la médaille porte une Étoile de la fédération, étoile à sept branches représentant les six États australiens, la septième point représentant les territoires australiens. Au centre de l'étoile se trouve un dessin stylisé aborigène. Les 100 points autour de la médaille, représentent les 100 ans de la fédération. 
Le revers montre une étoile à sept branches, avec la mention For Contribution Made to Australian Society en périphérie.

### Barrette et ruban
Les couleurs du ruban sont le pourpre, qui représente la fédération, et le bleu et l'or pour le début du XXIe siècle. Les sept lignes rouges et or symbolisent le chemin des États de la fédération. La barrette et le ruban sont les mêmes de sorte que le destinataire peut être identifié par l'une ou l'autre.